# 岸和田警察署
岸和田警察署（きしわだけいさつしょ）は、大阪府警察が管轄する警察署の一つである。

## 所在地
- 大阪府岸和田市作才町1057番地 
  - 南海本線 岸和田駅
  - JR 阪和線 東岸和田駅

## 管轄区域
- 岸和田市

## 交番
- 岸和田駅前交番 - 岸和田市宮本町46番1号
- 久米田駅前交番 - 岸和田市大町373番地の2
- 下野町交番 - 岸和田市下野町四丁目8番8号
- 下松交番 - 岸和田市下松町三丁目5番55号
- 蛸地蔵駅前交番 - 岸和田市岸城町16番4号
- 中央公園交番 - 岸和田市西之内町42番2号
- 東岸和田駅前土生交番 - 岸和田市土生町四丁目1番2号
- 春木交番 - 岸和田市春木若松町22番38号
- 春木南交番 - 岸和田市春木本町21番31号
- 本町交番 - 岸和田市本町5番3号
- 山直下交番 - 岸和田市田治米町410番地の4
- 吉井町交番 - 岸和田市吉井町三丁目21番1号

## 駐在所
- 有真香駐在所 - 岸和田市土生滝町436番地の7
- 内畑駐在所 - 岸和田市内畑町926番地の4
- 大沢町駐在所 - 岸和田市大沢町451番地の1
- 尾生駐在所 - 岸和田市尾生町477番地の1
- 東葛城駐在所 - 岸和田市河合町1807番地の3
- 山直上駐在所 - 岸和田市稲葉町348番地の2